# 小行星12399
小行星12399（12399 Bartolini）是一颗绕太阳运转的小行星，为主小行星带小行星。该小行星于1995年7月19日发现。

## 轨道参数
小行星12399的轨道半长轴为2.2949314 UA，离心率为0.053。